# Vik (Sortland)
Vik est une localité du comté de Nordland, en Norvège.

## Géographie
Administrativement, Vik fait partie de la kommune de Sortland.